# Pećigrad
Pećigrad är en ort i Bosnien och Hercegovina.   Den ligger i entiteten Federationen Bosnien och Hercegovina, i den nordvästra delen av landet, 230 km nordväst om huvudstaden Sarajevo. Pećigrad ligger 290 meter över havet och antalet invånare är 6 514.
Terrängen runt Pećigrad är kuperad österut, men västerut är den platt. Runt Pećigrad är det ganska tätbefolkat, med 93 invånare per kvadratkilometer.. Närmaste större samhälle är Cazin, 10,4 km söder om Pećigrad. 
Omgivningarna runt Pećigrad är en mosaik av jordbruksmark och naturlig växtlighet.